# توفند ماریا
توفند ماریا (Hurricane Maria) یک توفند دسته‌پنجمی است که پورتوریکو، دومینیکا، گوادلوپ و مارتینیک را درنوردید و منجر به کشته و ناپدیدشدن دست کم ۳۰ نفر شد. این پدیده جوی در ۱۶ سپتامبر ۲۰۱۷ در اقیانوس اطلس شکل گرفت و در ۱۸ سپتامبر به یک توفند دسته پنجم تبدیل شد. این توفند دهمین توفند شدید ثبت شده در تاریخ است. این توفند به دلیل شدت بی‌سابقه آن در این مجمع الجزایر طی نود سال گذشته طوفان قرن نام گرفته‌است.

## وضعیت
ماریا، دومین توفندی است که ناحیه کارائیب را به فاصله کوتاهی درنوردیده است. این توفند هنگام گذشتن از پورتوریکو بین درجات چهار و پنج در نوسان بود و یک روز پس از گذشتن از جنوب شرقی پورتوریکو با از دست دادن سرعت حداکثری خود در ۲۱ سپتامبر به سوی جمهوری دومینیکن می‌تازد.

## تلفات
براثر توفند ماریا در پورتوریکو یک‌نفر کشته شد. همین توفند در جزایر آنتیل ۹ کشته، در دومینیکا ۱۵ کشته و ۲۰ مفقود و در گوادلوپ ۲ کشته برجای گذاشت. دو نفر دیگر هم در همین مجمع الجزایر در دریا ناپدید شدند.دولت پورتوریکو پس از یک سال تعداد تلفات را 2975 نفر اعلام کرد.